# Charles Vanel
Charles-Marie Vanel (Rennes, 21 agosto 1892 – Cannes, 15 aprile 1989) è stato un attore francese.

## Biografia
Figlio di due commercianti stabilitisi a Parigi, il suo percorso scolastico ebbe poco successo e il giovane Vanel sembrò inizialmente destinato a una carriera in Marina, che però abbandonò per problemi di vista. Dal 1908 passò a calcare il palcoscenico e, nel 1912, affrontò il suo primo impegno cinematografico con il cortometraggio Jim Crow di Robert Péguy, cui seguirono numerosi altri ruoli nel cinema muto degli anni dieci e venti.
Specializzatosi in ruoli di personaggi burberi o amari, Vanel continuò la sua attività cinematografica anche dopo l'avvento del sonoro durante gli anni trenta, ma trovando la definitiva consacrazione e consolidando la propria popolarità presso il pubblico soprattutto nel secondo dopoguerra.
Tra le sue numerose interpretazioni, da ricordare i personaggi di massaro Turi Passalacqua, il capo mafioso duro ma leale di un paese siciliano, nel film In nome della legge (1948) di Pietro Germi, e quello di Jo nel dramma Vite vendute (1953) di Henri-Georges Clouzot, un guidatore di camion che rivela a poco a poco la propria fragilità interiore, interpretazione che valse a Vanel una menzione speciale al Festival di Cannes nel 1953. L'attore fu nuovamente diretto da Clouzot ne I diabolici (1955), nel ruolo del commissario in pensione Alfred Fichet.
Nello stesso anno, Vanel fu scritturato per Caccia al ladro (1955) diretto da Alfred Hitchcock, in cui interpretò il ruolo dell'ambiguo Bertani, proprietario di un ristorante a Nizza ed ex compagno nella Resistenza del protagonista John Robie (Cary Grant). Nel 1960 affiancò Brigitte Bardot in La verità.
Tra i più longevi e versatili attori francesi, nella sua carriera Vanel si distinse per professionalità e garbata sobrietà, interpretando i più svariati personaggi con sensibilità e acume. Vincitore di un premio speciale al Festival di Cannes nel 1970, fu ancora attivo in ruoli di anziano e autorevole uomo di legge in pellicole quali La più bella serata della mia vita (1972) di Ettore Scola e Cadaveri eccellenti (1976) di Francesco Rosi.
Il suo ultimo memorabile ruolo fu in Tre fratelli (1981), sempre diretto da Rosi, in cui - quasi novantenne - interpretò magistralmente il personaggio di un vecchio contadino pugliese che, rimasto vedovo, riceve la visita dei suoi tre figli.

## Filmografia parziale
- Crépuscule d'épouvante, regia di Henri Étiévant (1921)
- 600 000 francs par mois, regia di Nicolas Koline e Robert Péguy (1926)
- La preda del vento (La Proie du vent), regia di René Clair (1927)
- Waterloo, regia di Karl Grune (1929)
- Die Liebe der Brüder Rott, regia di Erich Waschneck (1929)
- La donna ideale (La Femme rêvée), regia di Jean Durand (1929)
- Casa di danze (Maison de danses), regia di Maurice Tourneur (1931)
- Il processo di Gaby Delange (Accusée... levez-vous!), regia di Maurice Tourneur (1931)
- I miserabili (Les Misérables), regia di Raymond Bernard (1934)
- La donna dai due volti (Le Grand Jeu), regia di Jacques Feyder (1934)
- L'equipaggio (L'équipage), regia di Anatole Litvak (1935)
- Vertigine di una notte (La Peur), regia di Viktor Tourjansky (1936)
- Port Arthur, regia di Farkas Miklos (1936)
- La bella brigata (La Belle équipe), regia di Julien Duvivier (1936)
- Jenny, regina della notte (Jenny), regia di Marcel Carné (1936)
- L'intrusa (Abuso di fiducia) (Abus de confiance), regia di Henri Decoin (1937)
- Un caso famoso (Carrefour), regia di Curtis Bernhardt (1938)
- La legge del Nord (La Loi du nord), regia di Jacques Feyder (1939)
- La brigata selvaggia (La Brigade sauvage), regia di Marcel L'Herbier (1939)
- Il cielo è vostro (Le Ciel est à vous), regia di Jean Grémillon (1944)
- In nome della legge, regia di Pietro Germi (1949)
- Vertigine d'amore, regia di Luigi Capuano (1949)
- Il bivio, regia di Fernando Cerchio (1950)
- Gli inesorabili, regia di Camillo Mastrocinque (1950)
- Cuori sul mare, regia di Giorgio Bianchi (1950)
- Incantesimo tragico (Oliva), regia di Mario Sequi (1951)
- L'ultima sentenza, regia di Mario Bonnard (1951)
- Vite vendute (Le Salaire de la peur), regia di Henri-Georges Clouzot (1953)
- Versailles (Si Versailles m'était conté), regia di Sacha Guitry (1954)
- Maddalena, regia di Augusto Genina (1954)
- Il caso Maurizius (L'affaire Maurizius), regia di Julien Duvivier (1954)
- Allegro squadrone, regia di Paolo Moffa (1954)
- I diabolici (Les diaboliques), regia di Henri-Georges Clouzot (1955)
- Caccia al ladro (To Catch a Thief), regia di Alfred Hitchcock (1955)
- Anime bruciate (Un missionnaire), regia di Maurice Cloche (1955)
- Quando tramonta il sole, regia di Guido Brignone (1956)
- La selva dei dannati (La mort en ce jardin), regia di Luis Buñuel (1956)
- Difendo il mio amore, regia di Giulio Macchi (1957)
- X 3 operazione dinamite (Le Feu aux poudres), regia di Henri Decoin (1957)
- Raffiche sulla città (Rafles sur la ville), regia di Pierre Chenal (1958)
- La trappola si chiude (La piège), regia di Charles Brabant (1958)
- Il gorilla vi saluta cordialmente (Le gorille vous salue bien), regia di Bernard Borderie (1958)
- I battellieri del Volga, regia di Viktor Tourjansky (1959)
- La verità (La vérité), regia di Henri-Georges Clouzot (1960)
- Tintin et le mystère de la toison d'or, regia di Jean-Jacques Vierne (1961)
- Lo sgarro, regia di Silvio Siano (1962)
- La steppa, regia di Alberto Lattuada (1962)
- Rififi a Tokyo (Rififi à Tokyo), regia di Jacques Deray (1963)
- Sinfonia per un massacro (Symphonie pour un massacre), regia di Jacques Deray (1963)
- Lo sciacallo (L'aîné des Ferchaux), regia di Jean-Pierre Melville (1963)
- Ossessione nuda (Le chant du monde), regia di Marcel Camus (1965)
- Il 13º uomo (Un homme de trop), regia di Costa-Gavras (1967)
- Conto alla rovescia (Comptes à rebours), regia di Roger Pigaut (1971)
- Camorra, regia di Pasquale Squitieri (1972)
- La più bella serata della mia vita, regia di Ettore Scola (1972)
- Ultimatum alla polizia (Par le sang des autres), regia di Marc Simenon (1974)
- Es herrscht Ruhe im Land, regia di Peter Lilienthal (1976)
- I baroni della medicina (Sept morts sur ordonnace), regia di Jacques Rouffio (1976)
- Cadaveri eccellenti, regia di Francesco Rosi (1976)
- Il figlio del gangster (Comme un boomerang), regia di José Giovanni (1976)
- Alice (Alice ou la Dernière Fugue), regia di Claude Chabrol (1977)
- Tre fratelli, regia di Francesco Rosi (1981)
- Se il sole non tornasse (Si le soleil ne revenait pas), regia di Claude Goretta (1987)

## Doppiatori italiani
Nelle versioni in italiano dei suoi film, Charles Vanel è stato doppiato da:
- Amilcare Pettinelli in La bella brigata, I diabolici, Caccia al ladro
- Mario Besesti in Cuori sul mare, Incantesimo tragico (Oliva), Vite vendute
- Augusto Marcacci in Allegro squadrone, La verità
- Luigi Pavese in Il bivio
- Giuseppe Rinaldi in Maddalena
- Ennio Balbo in Lo sgarro
- Aldo Silvani in Lo sciacallo
- Sergio Fiorentini in Camorra
- Bruno Persa in La più bella serata della mia vita
- Roberto Bertea in Cadaveri eccellenti
- Arturo Dominici in Tre fratelli

## Premi e riconoscimenti
- Festival di Cannes
  - 1953: - Menzione speciale per Vite vendute (Le salaire de la peur)
- Premio César
  - 1979: - Premio César onorario
- David di Donatello
  - 1981: - Migliore attore non protagonista per Tre fratelli
- Festival internazionale del cinema di San Sebastián
  - 1957: - Migliore attore per X 3 operazione dinamite (Le feu aux poudres)